# Kuzawka-Kolonia
Kuzawka-Kolonia – kolonia w Polsce położona w województwie lubelskim, w powiecie bialskim, w gminie Sławatycze. 
Do 31 grudnia 2016 miejscowość nosiła nazwę Kuzawka i była kolonią wsi Sławatycze.
W latach 1975–1998 miejscowość administracyjnie należała do województwa bialskopodlaskiego.
Kolonia jest sołectwem w gminie Sławatycze. W roku 2021 kolonia liczyła 78 mieszkańców.
Wierni Kościoła rzymskokatolickiego należą do parafii Matki Bożej Różańcowej w Sławatyczach.